# Spring Engine
Spring (также известна как TA Spring или Total Annihilation: Spring) — трёхмерный бесплатный игровой движок, попытка реинкарнации оригинального Total Annihilation. Ядро движка распространяется по лицензии GNU GPL.
Ядро также используется как универсальный игровой движок для стратегий реального времени.
Геймплей оригинальной Total Annihilation был «расширен и углублен». Для каждой из сторон добавлена возможность строить tech-3 юниты, появились щиты от дальнобойных орудий, ЭМП-оружие, много стелс-юнитов, тактические ядерные ракеты помимо обычных и многое др.
Ландшафт полностью изменяем, например, ядерной ракетой можно создать кратер, а потом заново разровнять землю рабочими.
Проект совершенствуют Swedish Yankspankers и сообщество Spring. Изначально было задумано сделать поддержку модификаций и юнитов от сторонних разработчиков. Эта цель большей частью выполнена и сейчас проект обрастает новыми возможностями, вроде 16 видов оружия на одном юните. Игра заточена под многопользовательский режим через интернет или локальную сеть.
Однопользовательские миссии сделаны на Lua, так же есть несколько реализаций AI.
Для Spring создано множество модификаций, ряд из которых (Balanced Annihilation, Beyond All Reason, Tech Annihilation, NOTA, XTA и др.) используют ресурсы оригинальной игры, однако есть модификации которые используют только движок Spring и использующие собственную графику (игра вселенной Star Wars или собственные разработки такие как Zero-k, Kernel Panic и др.)

## Возможности
Вот некоторые из возможностей движка:
- До 5000 юнитов на каждого игрока.
- До 32 (стандартный размер карт) игроков (до 256 теоретически).
- Лёгкость управления на больших картах (как в Supreme Commander).
- Легко выбирать модификации, или AI.
- Полная свобода в управлении камерой.
- Возможность лично управлять отдельным юнитом, как в FPS
- Реалистичные траектории снарядов и ракет.
- Воздушные бои идут на всех трёх плоскостях.
- Детализированная земля. Некоторые карты напрямую импортированы из L3DT, Terragen, или других специализированных инструментов.
- Деформация поверхности, терраформинг.
- Расстановка текстовых маркеров и рисование на карте (широко используется игроками в сетевой игре).